# Майлз Армстронґ
Майлз Армстронґ (англ. Miles Armstrong; нар. 16 квітня 1986) — колишній австралійський тенісист.
Найвищу одиночну позицію світового рейтингу — 268 місце досяг 8 вересня 2008, парну — 318 місце — 19 жовтня 2009 року.

## Титули Туру
| Легенда               |
| --------------------- |
| Великий шлем (0)      |
| Серія Мастерс ATP (0) |
| Тур ATP (0)           |
| Челленджери (1)       |

### Парний розряд
| Результат | Дата          | Категорія  | Турнір                      | Покриття | Партнер     | Суперники                  | Рахунок          |
| --------- | ------------- | ---------- | --------------------------- | -------- | ----------- | -------------------------- | ---------------- |
| Перемога  | 8 лютого 2009 | Челленджер | Берні (Тасманія), Австралія | Тверде   | Садік Кадір | Петер Лучак / Роберт Смітс | 6–3, 3–6, [10–7] |